# Мартен Фуркад
Мартен Фуркад (на френски: Martin Fourcade) е френски състезател по биатлон, спечелил десет златни медала от световни първенства, два златни олимпийски медали, победител в Световната купа през сезоните 2011/12, 2012/13 и 2013/14, 2014/15, 2015/16. През сезон 2012/13 е състезателят с втора най-висока средна скорост на ски бягането.
Фуркад е роден в Перпинян, Франция, на 14 септември 1988 г.

## Кариера

### Ранна кариера
Фуркад се заема с биатлон през 2002 и започва да се състезава международно от 2006, следвайки стъпките на своя брат Симон Фуркад. По-младия Фуркад се състезава за Франция на Младежкото световно първенство по биатлон през 2007 и 2008, спечелвайки бронзов медал в щафетата през 2007.
Фуркад се състезава за Световна купа в Осло Холменколен през март 2008 година, завършвайки 61-ви и това е единственото му появяване през този сезон. Следващият е по-успешен за него. Той взима първите си точки за Световната купа в Хохфилцен, завършвайки 36-и на Индивидуалното и 10 – ти в спринта. Неговите най-добри резултати идват на Световното първенство по биатлон през 2009, където се класира в топ 20 във всяко от състезанията, включвайки 8-о място в преследването и 4-то в щафетата. Мартен завършва 24-ти в генералното класиране за Световната купа през тази година.

### Сезон 2009 – 10
Фуркад отново показва прогрес през сезон 2009 – 10, като завършва редовно в топ 10 и съставя заедно с брат си френския отбор за Зимните Олимпийски игри през 2010 във Ванкувър. Мартен взима сребърен медал на Масовия старт, отбелязвайки първия си подиум за Световната купа. Тогава взима и първата си победа, спечелвайки преследването в Контиолахти, последвана от две 2-ри места в Осло. Двете победи в преследвания през сезона означавали, че Фуркад печели Малкия Кристален глобус за преследването, изпреварвайки само с точка Симон Едер. В генералното класиране той завършва 5-и, изпреварвайки с 64 точки брат си, който реализира най – доброто си класиране за Световна купа – 7-о място.

### Сезон 2010 – 11
Този сезон също е много успешен за Фуркад. Той започва сезона с три завършвания в топ 5, включващи две 3-ти места. След няколко слаби прояви в Поклюка и Оберхоф, Фуркад завършва 2-ри и на трите състезания в Руполдинг  Мартен печели масовия старт в Антхолц и във Форт Кент. Така той влиза като един от фаворитите за Световното по биатлон през 2011.
Първото състезание е смесената щафета, където Франция се класира 3-та, като Фуркад показва най – доброто мъжко представяне в състезанието, като издига Франция от 5-о място до 3-то място. После в спринта Мартен взима сребърен медал, оставайки зад Арнд Пайфер, въпреки че пропуска 2 от мишените; той е с най-бързото ски-бягане. На следващия ден в преследването Фуркад пак показва най – бързо ски-бягане и печели златото въпреки 3-те си грешки.
Фуркад завършва 3-ти в класирането за Световната купа, 4-ти за Малката световна купа в дисциплината спринт, 2-ри за индивидуалното и 2-ри за масовия старт.

### Сезон 2011 – 12
През 2011 – 12 Фуркад стартира възможно най-добре в Йостерсунд с победи в индивидуалното и преследването, водейки в класирането за Световната купа за пръв път.
В Нове Место, Чехия, той завършва 3-ти в спринта, точно зад брат си Симон като на първа позиция застава Емил Хегле Свендсен. За пръв път в историята на биатлона двама братя застават на подиум в състезание. В последвалото преследване /завършват съответно 2-ри и 3-ти/ Симон бива класиран 4-ти след решение на IBU да класира Арнд Пайфер нагоре, тъй като той направил допълнителна обиколка, която направил погрешка. Но френския отбор твърдял, че Мартен нарочно забавил преди пресичането на финалната линия, виждайки, че Симон бил далеч назад. В крайна сметка IBU решава да изравни Мартен и Пайфер.
Антхолц бива много успешна спирка от Световната купа за френския отбор онзи сезон, като и дамската, и мъжката щафета печелят щафетите си, а Фуркад завършва 3-ти на спринта и на масовия старт.
В Осло (Норвегия), на домашна земя, Свендсен му взима жълтия стартов номер за водач на класирането за Световата купа.
В Контиолахти, Финландия, при -18 °C, Фуркад успява да спечели спринта, въпреки трудните условия
На Световното първенство в Руполдинг, Мартен печели 3 златни медала съответно в спринта, преследването и масовия старт. Той става третия в историята на биатлона, който печели 3 златни индивидуални медали на световно първенство след Рафаел Поаре (Оберхоф 2004) и Оле Ейнар Бьорндален (Хохфилцен 2005 и Пьонгчанг 2009).
Този сезон Фуркад печели и Световната купа за пръв път в кариерата си, също така и Малките Световни купи в спринта и преследването.

### Сезон 2012 – 13
Фуркад стартира сезона с победа на Индивидуалното в Йостерсунд. По това време той подобрява стрелбата си на 89 %.
В Хохфилцен, Фуркад завършва съответно 2-ри и 3-ти в спринта и преследването.
След посредствено представяне в Поклюка и Оберхоф, Мартен печели спринта и масовия старт в Руполдинг.
На Световното първенство в Нове место, Фуркад спечелва злато на индивидуалното. После обаче следват два сребърни медала, бивайки изпреварен и двата пъти от Емил Хегле Свендсен сътоветно в спринта и в преследването, където Свендсен го изпреварва само с десета от секундата, оставяйки Мартен разочарован и, както самия той казва, че „ще мисли за тези 2,4 см по време на всяка своя тренировка лятото“.
Краят на сезона бива успешен за Фуркад – той печели в преследването в Осло, после побеждава в индивидуалното и спринта в Сочи, а после и спринта в Ханти-Мансийск.
Фуркад завършва с повече от 400 точки аванс пред Свендсен в класирането за Световната купа, спечелвайки също и всички дисциплинни Световни купи. Така става вторият биатлонист в историята след Рафаел Поаре, който взима всички Кристални глобуси в един сезон.

### Сезон 2013 – 14
В началото на сезон 2013 – 14 Мартен, както и в предишния, прави много силно представяне в Йостерсунд – печели индивидуалната, а 2 дни по-късно и спринта. В Хохфилцен той взима третата си победа този сезон, спечелвайки преследването. Но, Фуркад не успява да добави към своите победи тази в Анси ле-Гранд, оставайки трети в спринта.
На старта на 2014 година Мартен печели масовия старт в Оберхоф, първата му победа там. След това решава да пропусне Руполдинг, за да тренира за Олимпиадата. Последните състезания преди Сочи, в Антхолц, не биват толкова успешни за него, въпреки победата на Франция в щафетата.
Преди началото на Зимните Олимпийски игри в Сочи, той признава, че ще бъде под напрежение, но също така и че ще се справи с него. Той също добавя, че е способен да победи във всяко състезание, в което участва и че ще има и други, главно Емил Хегле Свендсен, които са много самоуверени. Първото неотборно състезание, спринта, завършва с разочароващото за Фуркад 6-о място. В последвалото преследване той успява да се изкачи от 6-о на първо място, спечелвайки първия си олимпийски златен медал. На индивидуалното той успява да свали 19 от 20-те мишени и така взима второто си злато от Олимпиада. На масовия старт, Фуркад остава разочарован, въпреки спечелването на третия си медал от Зимни олимпийски игри – сребро, оставайки втори на сантиметри от Свендсен, отредени чрез фотофиниш. Въпреки това Фуркад остава най – успешния биатлонист в Сочи. Той също така става и вторият биатлонист в историята след Оле Ейнар Бьорндален, който е спечелил неотборен златен медал от Олимпиада, неотборен златен медал от Световно първенство, Големия Кристален глобус и всички Кристални глобуси в кариерата си.
След олимпиадата остават 3 седмици от световната купа, в които Мартен остава 2-ри в масовия старт в Поклюка, 2-ри в Контиолахти на спринта и на преследването (и двете спечелени от Йоханес Тингнес Бьо). С второто си място в преследването, той си осигурява спечелването на Световната купа, третата му поредна.
Фуркад печели финалното състезание за сезона, масовия старт в Осло, което му осигурило Кристалния глобус в дисциплината. Краят на сезона също му носи и глобусите в спринта и преследването.

### Сезон 2014 – 15
Преди сезонът Мартен се разболява от мононуклеоза и се принуждава да се откаже от летните си тренировки.
В началото на сезона той не успява да спечели индивидуалното в Йостерсунд като в предните – той даже завършва с 6 грешки и остава 81-ви, второто му най – лошо постижение на състезание от Световната купа. Това обаче бива само временно, тъй като след това той печели и спринта, и преследването.
Следващата победа идва в преследването в Хохфилцен, където той печели със стартов номер 7 благодарение на чиста стрелба. Поклюка не бива успешна за него, тъй като тя остава като единственото място, където не е печелил. Даже той остава зад Антон Шипулин в спечелените точки там.
Уикендът в Оберхоф в началото на 2015 бива много успешен за французина – той печели спринта и масовия старт. Последната стрелба на масовия е един от най – паметните моменти на сезона – духа силен вятър, а докато други биатлонисти като Антон Шипулин напускат стрелбището с грешки, Фуркад изчаква и изстрелва 5 от 5 и така взима водачеството и победата.
След две по – слаби седмици, в които Шипулин, и най-вече Симон Шемп, намаляват разликата между тях и Мартен, той се събира и постига 4-то и 3-то място съответно в спринта и преследването в Нове Место.
В последната спирка на Световната купа преди Световното първенство, в Осло, Фуркад напълно се завръща във форма, спечелвайки индивидуалното с 20 от 20, а после в спринта остава втори зад Арнд Пайфер.
На световното първенство в Контиолахти, Финландия, Мартен печели 6-ия си златен медал на световни първенства, завършвайки с една грешка в индивидуалното, изпреварвайки Свендсен. Ако не беше успешното представяне на Ондрей Моравец, по – големия брат на Мартен, Симон, също щеше да бъда на подиума. С този си 6-и златен медал от световно първенство, той става третия най – успешен биатлонист в този аспект в историята след Бьорндален и Поаре.
На финала на сезона, в Ханти-Мансийск, французина побеждава в спринта, неговата 8-а победа този сезон. Последвалото 4-то място в преследването му осигуриява и победата в Големия Кристален глобус, неговата 4-та такава, а също така и глобуса в преследването.
Въпреки мононуклеозата, Фуркад печели 4-тия си пореден Кристален глобус, ставайки първия биатлонист в историята с такова постижение.

### Сезон 2015 – 16
Преди началото на сезон 2015 – 16 в биатлона, Фуркад се пуска и на ски-бягане в Бейтостолен, завършвайки 12-и на 15 км свободен стил, след което се пуска и на Световната купа по ски-бягане в Рука, където завършва 22-ри в дисциплината 10 км свободен стил, с което си подобрява най – доброто постижение в Световна купа дотогава – 47-о място през 2012.
Както предната година, Мартен стартира сезона по биатлон в Йостерсунд неубедително. След недоброто си представяне в индивидуалното, точно както миналия сезон, се прегрупира, и печели спринта и преследването. Той пропуска общо 5 пъти в двете състезания, но въпреки това печели и двете комфортно.
В Хохфилцен Фуркад и Симон Шемп доминират. Шемп печели спринта, Фуркад завършва втори. После в преследването те си сменят местата. А след това в Поклюка Мартен се представя добре, но не великолепно. Той завършва 3-ти по събран брой точки в Поклюка.
С отсъствието на втория и третия в класирането за Световната купа – Бьорндален и Шемп, Фуркад успява да вземе голям аванс в надпреварата за Кристалния глобус в Руполдинг. Там, като най – близък претендент на Фуркад е позната фигура – Свендсен. На масовия старт обаче Мартен успява да вземе голяма преднина и печели комфортно.
Състезанията в Северна Америка започва добре за Фуркад, спечелвайки спринта в Кенмор. Там също печели индивидуалната смесена щафета заедно с Мари Дорен Абер. В Преск Айл, Фуркад завършва 3-ти на спринта, оставайки зад Йоханес Тингнес Бьо и Антон Шипулин. В преследването, Бьо бе напът да спечели, но на последна стрелба пропусна два пъти, Фуркад се възползва от това, направи 5 от 5, и печели. С тази си победа той се изравнява с Рафаел Поаре по брой победи в Световната купа. Той също, с това състезание, отбелязва стотния си път, когато е с жълтия стартов номер на водач.
На Световното първенство в Осло Холменколен, Мартен печели златен медал със смесената щафета. После французина печели и индивидуалното. След това взима златото в спринта, а също и в преследването. С тези победи французинът си осигурява петия пореден Кристален глобус и вдига броя на златните си медали от световни първенства на 9. Със спечелването на общо десетия и деветия неотборен златен медал, той става първия биатлонист, който печели индивидуалната дисциплина 3 пъти подред на световно. Той, също така, с това печели и Малкия Кристален глобус в индивидуалното с 2 точки пред бронзовия медалист Симон Едер, а с това си осигурява и победата във всички глобуси, постигайки го за втори път в кариерата си. На последното състезание на световното, масовия старт, той пропуска възможността да обере всички индивидуални златни медали, нещо, непостигано дотогава от никой биатлонист. Той остава 2-ри зад Йоханес Тингнес Бьо. След медалите си от това световно, той става вторият най – успешен биатлонист в този аспект след Бьорндален.

### Сезон 2016 – 2017
Отново първият уикенд от сезона се оказва успешен за Фуркад. В Йостерсунд той започва с убедителна победа в индивидуалната смесена щафета в отбор с Мари Дорен Абер. След това Фуркад печели индивидуалния старт въпреки двата си пропуска на първата стрелба от положение прав. На последната той сваля всичките мишени, докато Йоханиес Тингнес Бьо не издържа на напрежението и пропуска два пъти на свой ред и така с бързото си ски-бягане Мартен печели. Спринтът бива доминиран от Фуркад, който не пропуска нито веднъж. На преследването, обаче, прави 4 пропуска общо и бива изпреварен от Антон Бабиков и Максим Цветков. И така, въпреки третото място в преследването, той започва сезона с голяма преднина пред опонентите си в Световната купа.
Фуркад продължава с доминацията си в Поклюка, спечелвайки и трите състезания. Изпреварва Йоханес Тингнес Бьо с 10/10, въпреки че Йоханес на свой ред прави чиста стрелба. С тази победа той вече постига поне една такава във всяка от спирките от Световната купа. В преследването Мартен прави 20 от 20 и оставя зад себе си Антон Шипулин. А после докарва мъжката щафета до победа след като поема на преднина от 20 секунди, постигната от добрите постове на Жан-Геом Беатрикс, Кентан Филон Майе и Симон Дестьо.
В Нове Место, той за втора поредна седмица печели и трите състезания. В спринта той допуска една грешка, но благодарение на много бързо ски-бягане на последна обиколка изпреварва с 1,6 секунди Антон Шипулин, който стреля 10/10. На последвалото преследване той печели с 30 секунди пред Шипулин, допускайки една грешка в стрелбата. След това Мартен прави 19/20 и на масовия старт, осигурявайки си 7-а победа от 8 проведени старта – най-успешния старт на сезон в цялата история на биатлона.
В първото състезание след Коледа, спринта на Оберхоф, Мартен пристига на втора стрелба като лидер, но поради внезапен порив на вятъра, той пропуска три пъти и остава 8-и. Така прекъсва серията от 8 поредни подиума на индивидуални стартове. Но, на преследването, той сваля 19 от 20 и спечелва с повече от минута пред Арнд Пайфер. С тази победа, Фуркад продължава серията от поне една победа на всяка спирка от Световната купа през този сезон. На масовия старт Фуркад пропуска 2 пъти и въпреки водачеството му след стрелбата и опитите за откъсване, той остава трети след като Шемп блокира Фуркад, заставайки пред него точно преди финалния спринт, за да осигури шансове на Ерик Лесер, а Фуркад бива изпреварен и от Шемп, и от Лесер (след фотофиниш). Това е 12-ия му подиум от 13 състезания проведени през този сезон.

### Олимпийски игри
| Олимпиада      | Индивидуално | Спринт | Преследване | Масов старт | Щафета | Смесена щафета |
| -------------- | ------------ | ------ | ----------- | ----------- | ------ | -------------- |
| 2010 Ванкувър  | 14-о         | 35-о   | 34-то       | Сребро      | 6-о    | —              |
| 2014 Сочи      | Злато        | 6-о    | Злато       | Сребро      | 8-о    | 6-о            |
| 2018 Пьонгчанг | 5-о          | 8-о    | Злато       | Злато       | -      | Злато          |

### Световни първенства
| Първенство          | Индивидуално | Спринт | Преследване | Масов старт | Щафета | Смесена щафета |
| ------------------- | ------------ | ------ | ----------- | ----------- | ------ | -------------- |
| 2009 Пьончанг       | 13-о         | 18-о   | 8-о         | 15-о        | 4-то   |                |
| 2011 Ханти-Мансийск | 10-о         | Сребро | Злато       | 10-о        | 12-о   | Бронз          |
| 2012 Руполдинг      | 25-о         | Злато  | Злато       | Злато       | Сребро | 11-о           |
| 2013 Нове Место     | Злато        | Сребро | Сребро      | 10-о        | Сребро | Сребро         |
| 2015 Контиолахти    | Злато        | 12-о   | 7-о         | 10-о        | Бронз  | Сребро         |
| 2016 Холменколен    | Злато        | Злато  | Злато       | Сребро      | 9-о    | Злато          |

## Крайни класирания заСветовната купа
Мартен Фуркад дебютира в състезание от Световната купа по биатлон в спринта в Осло Холменколен през сезон 2007/08. Фуркад е третият французин, печелил титлата и вторият, печелил я два пъти в поредни години.
- 2015/16: 1
- 2014/15: 1
- 2013/14: 1
- 2012/13: 1
- 2011/12: 1
- 2010/11: 3
- 2009/10: 5
- 2008/09: 24

## Постижения и статистики
Всички статистики са от International Biatlon Union.

### Световна купа
- 5 Големи Световни купи (2-ри след Бьорндален, 6 титли)
- 5 поредни Големи Световни купи (1-ви в историята)
- 16 титли в Малки Световни купи (2-ри след Бьорндален, 20 титли)
- 2 пъти постигнато спечелване на всички пет Световни купи в един сезон (1-ви в историята)
- 59 победи в индивидуални стартове (2-ри след Бьорндален, 94 победи)
- 105 подиуми в индивидуални стартове (2-ри след Бьорндален, 178 подиуми)
- 10 победи в индивидуални стартове в един сезон (3-ти зад Бьордален – 12 победи и Поаре – 11)
- 59 победи в индивидуални стартове от 252 старта, 22,6 % победи (1-ви в историята)
- 105 подиуми в индивидуални стартове от 252 старта, 40,8 % подиуми (1-ви в историята)

### Олимпийски игри
- 2 златни и 2 сребърни медала (11-и в историята)
- 2 златни и 2 сребърни медала в индивидуални дисциплини (2-ри след Бьорндален, 5 златни, 3 сребърни и 1 бронзов)
- 2 златни и 1 сребърен медала в индивидуални дисциплини в 1 Олимпиада (2-ри след Бьорндален, 3 златни медала)

### Световни първенства
- 10 златни, 8 сребърни и 2 бронзови медала (5-и в историята)
- 9 златни и 4 сребърни медала в индивидуални дисциплини (2-ри след Бьорндален, 11 златни, 6 сребърни и 8 бронзови)
- 3 златни и 1 сребърен медала в индивидуални дисциплини в едно световно първенство (1-ви в историята заедно с Поаре)
- 5 поредни световни първенства с поне един златен медал в индивидуална дисциплина (1-ви в историята заедно с Франк Улрих)

### В кариерата
- 6 поредни Големи първенства (Олимпийски игри и Световни първенства) с поне един златен медал в индивидуална дисциплина (1-ви в историята заедно с Франк Улрих).

### Личен живот
Мартен Фуркад е роден в Перпинян, Франция на 14 септември 1988 с родители Жизел и Марсел Фуркад.
Той има дъщеря, Манон (родена на 11 септември 2015) с партньорката ли Хелен.